# Norman Cook
Norman Cook (Bromley, London, 31 juli 1963), ook bekend als Fatboy Slim, is een Brits muzikant. Zijn stijl staat bekend als "big beat", een combinatie van techno, rock, en rhythm-and-blues.

## Biografie

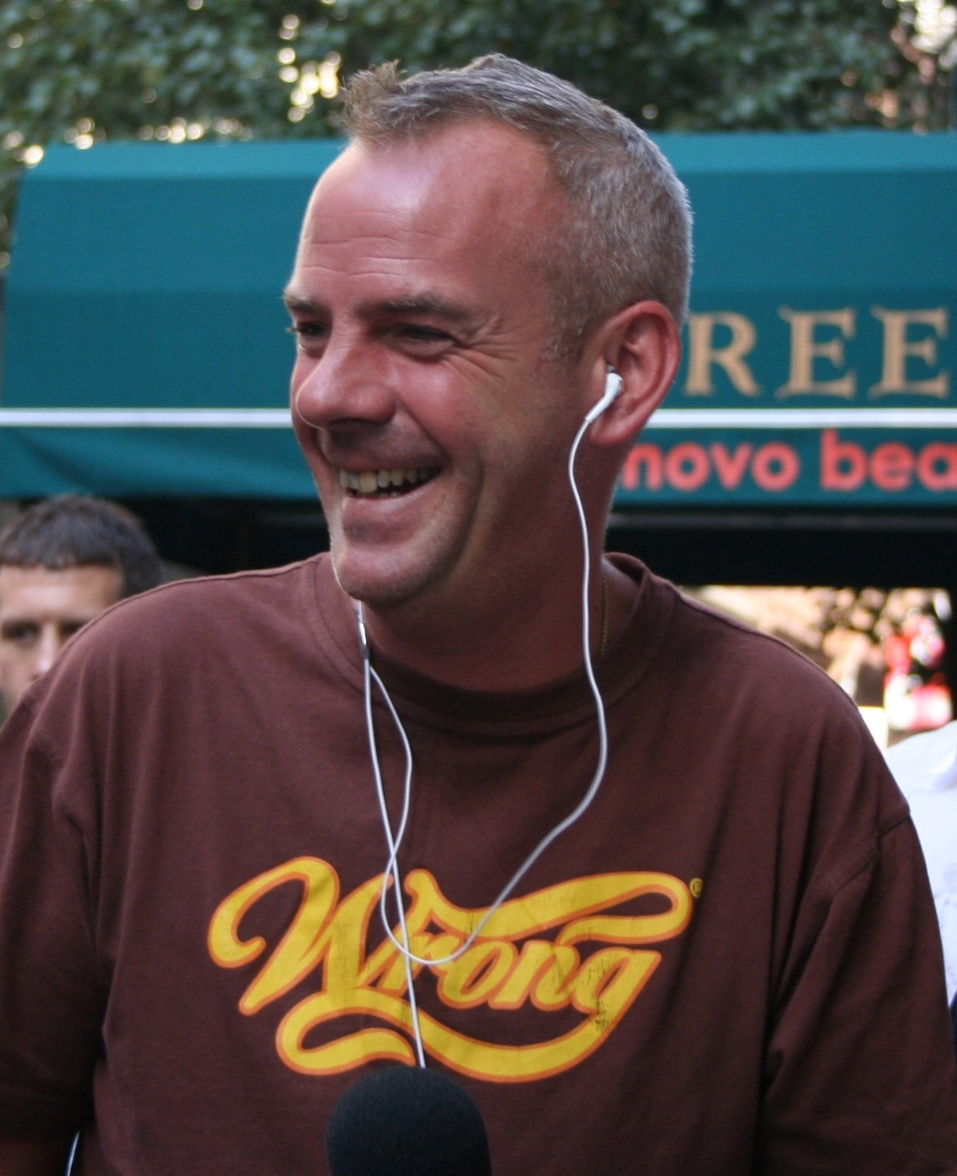
Norman Cook in 2006

Hij werd geboren als Quentin Leo Cook en groeide op in Reigate in Surrey. Als tiener begon hij een punk-fanzine en ontmoette Paul Heaton aan het eind van de middelbare school. Hij studeerde Engels, politiek en sociologie, en het was in die tijd dat hij steeds vaker te vinden was als dj in de clubs van Brighton. In 1985 belde Paul Heaton hem met de vraag of hij de bassist in zijn band The Housemartins kon vervangen. Alhoewel Norman weinig verstand had van het spelen van een instrument, verhuisde hij toch naar Hull en de band had al snel een hit met Happy Hour en een nummer 1 met Caravan of Love in 1986. In 1988 viel de band uit elkaar, Paul Heaton en drummer Dave Hemingway vormden The Beautiful South en Cook verhuisde terug naar Brighton.

### Beats International
Hij vormde de groep Beats International, een losse groep van studioartiesten onder wie zangeres Linda Layton en rapper MC Wildski. Hun eerste album, Let them eat Bingo (met daarop de single Dub be good to me, een cover van Just be good to me van The S.O.S. Band), was erg succesvol. Het tweede album, Excursion on the Version, kon het succes niet herhalen.

### Freak Power
Cook vormde hierna Freak Power met hoornspeler en zanger Ashley Slater. Het duo bracht hun debuutalbum uit in 1994 (Drive Thru Booty), en de single Turn on Tune in Cop Out werd gebruikt door Levi's-jeans in een reclamecampagne van miljoenen dollars.

### Solocarrière
In 1995 produceerde hij zijn eerste soloalbum, Pizzaman, met hulp van vrienden Tim Jeffery en JC Reid. Opnieuw werd een van de nummers gebruikt voor een promotiecampagne, het lied Happiness werd gebruikt door Del Monte in een reclame voor fruitsap.
In 1996 bracht hij samen met Ashley Salter het tweede Freak Power-album uit (Everything for everybody), later dat jaar adopteerde hij het alter ego Fatboy Slim. Het album Better Living Through Chemistry bleek de grote doorbraak te zijn. In 1998 maakte hij enkele hits met remixen. Dit werden Brimful of Asha van Cornershop, Renegade Master van Wildchild en Body Movin' van de Beastie Boys. Sindsdien vragen grote namen als Madonna en U2 Norman voor hen te produceren.
Fatboy Slims volgende single was The Rockafeller Skank van het album You've Come A Long Way, Baby, beide kwamen uit in 1998 en kregen een warme ontvangst. The Rockafeller Skank vergaarde onder andere internationale bekendheid als de titelsong van het computerspel FIFA '99. Sindsdien is zijn werk te horen geweest in films, televisieseries en meer reclames.
Halfway Between the Gutter and the Stars werd uitgebracht in 2000, hierop is zangeres Macy Gray te horen en ook het lied Sunset (Bird of Prey), een langzamer stuk rondom een stukje tekst van Jim Morrison van The Doors. Een ander nummer op dit album is Weapon of Choice; de bijbehorende videoclip (2001) met een dansende Christopher Walken won diverse prijzen.
In juli 2004 werd het album Palookaville aangekondigd, waarop onder andere Slash Dot Dash, The Joker en Wonderful Night te horen zijn, die respectievelijk exclusief in Groot-Brittannië en in de VS uitgekomen zijn voordat het album werd uitgebracht. Op het album staan bijdragen van Bootsy Collins, Damon Albarn en Justin Robertson.
In mei 2006 bracht hij het album Why try harder - The greatest hits uit. Met 16 eerder uitgebrachte nummers en twee nieuwe tracks: Champion sound en That old pair of jeans.
Fatboy Slim is ook bekend om zijn liveoptredens. In juli 2001 besloot hij een gratis concert te geven op het strand van zijn thuisstad Brighton. Dit zou stop worden gezet vanwege het onderschatte aantal toeschouwers dat hierop afkwam. Een jaar later, beter voorbereid op zijn fans, hield hij het opnieuw. 'The Big Beach Boutique II' was een feit. Aantal toeschouwers: 250.000 man. Hij deed zijn optreden over in Rio de Janeiro voor 350.000 fans.

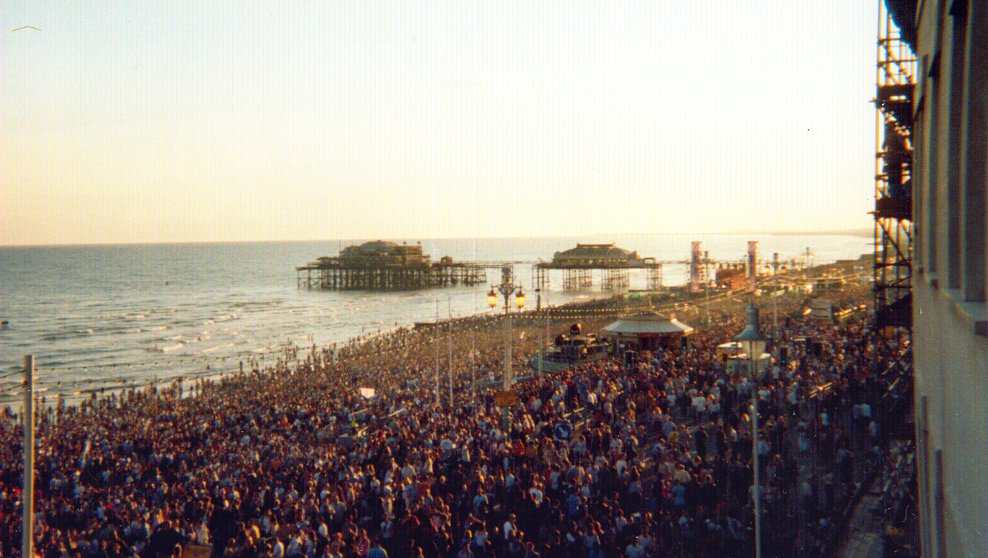
The Big Beach Boutique II, 17 juli 2002

### The BPA
In 2008 lijkt The BPA (The Brighton Port Authority) uit het niets te komen, maar het blijkt een nieuw project van Norman Cook te zijn. In 2008 brengt hij voor het eerst een album uit onder de naam The BPA. Op het album werken niet de minsten mee. Het bevat o.a. bijdragen van Iggy Pop, Martha Wainwright en David Byrne van Talking Heads. Toe Jam is de eerste single en is eind juli 2008 uitgekomen in Nederland, met een prominente rol voor de eerdergenoemde David Byrne.
Een andere single van het album van The BPA is He's Frank, een cover van het gelijknamige nummer van The Monochrome Set, waar Iggy Pop de zang voor zijn rekening neemt. Dit nummer werd gebruikt voor de soundtrack voor de Amerikaanse televisieserie Heroes.
Begin 2009 is het album van The BPA uitgekomen, dat de titel I Think We Are Gonna Need A Bigger Boat draagt.

## Discografie

### Albums
| Album met eventuele hitnotering(en) in de Nederlandse Album Top 100 | Datum van verschijnen | Datum van binnenkomst | Hoogste positie | Aantal weken | Opmerkingen     |
| ------------------------------------------------------------------- | --------------------- | --------------------- | --------------- | ------------ | --------------- |
| Better living through chemistry                                     | 1997                  | -                     |                 |              |                 |
| You've come a long way, baby                                        | 1998                  | 07-11-1998            | 24              | 46           |                 |
| Halfway between the gutter and the stars                            | 2000                  | 18-11-2000            | 64              | 4            |                 |
| Palookaville                                                        | 05-10-2004            | 09-10-2004            | 83              | 2            |                 |
| Why try harder - The greatest hits                                  | 16-06-2006            | 01-07-2006            | 69              | 5            | Verzamelalbum   |
| I think we're gonna need a bigger boat                              | 2009                  | -                     |                 |              | als The BPA     |
| Here lies love                                                      | 19-03-2010            | 17-04-2010            | 83              | 2            | met David Byrne |

| Album met hitnotering(en) in de Vlaamse Ultratop 200 albums | Datum van verschijnen | Datum van binnenkomst | Hoogste positie | Aantal weken | Opmerkingen     |
| ----------------------------------------------------------- | --------------------- | --------------------- | --------------- | ------------ | --------------- |
| You've come a long way, baby                                | 1998                  | 31-10-1998            | 27              | 27           |                 |
| Halfway between the gutter and the stars                    | 2000                  | 18-11-2000            | 30              | 3            |                 |
| Palookaville                                                | 2004                  | 16-10-2004            | 54              | 3            |                 |
| Why try harder - The greatest hits                          | 2006                  | 01-07-2006            | 31              | 10           | Verzamelalbum   |
| Here lies love                                              | 2010                  | 17-04-2010            | 96              | 1            | met David Byrne |

### Singles
| Single met eventuele hitnotering(en) in de Nederlandse Top 40 | Datum van verschijnen | Datum van binnenkomst | Hoogste positie | Aantal weken | Opmerkingen                                             |
| ------------------------------------------------------------- | --------------------- | --------------------- | --------------- | ------------ | ------------------------------------------------------- |
| Sex on the streets                                            | 1995                  | 22-07-1995            | 24              | 5            | als Pizzaman / Dancesmash op Radio 538                  |
| The rockafeller skank                                         | 1998                  | 20-06-1998            | tip3            | -            | #45 in de Single Top 100                                |
| Gangster tripping                                             | 1998                  | 24-10-1998            | tip9            | -            | #68 in de Single Top 100                                |
| Praise you                                                    | 1999                  | 30-01-1999            | 32              | 3            | #46 in de Single Top 100                                |
| Right here, right now                                         | 1999                  | 01-05-1999            | tip7            | -            | #56 in de Single Top 100                                |
| Sunset (Bird of prey)                                         | 2000                  | 28-10-2000            | tip20           | -            | #91 in de Single Top 100                                |
| Demons                                                        | 2001                  | 27-01-2001            | 39              | 2            | met Macy Gray / #78 in de Single Top 100                |
| Weapon of choice / Star 69                                    | 2001                  | 14-04-2001            | tip7            | -            | #85 in de Single Top 100                                |
| Ya mama                                                       | 2001                  | 01-09-2001            | tip5            | -            |                                                         |
| Bushes (Norman Cook remix)                                    | 2001                  | 01-12-2001            | tip19           | -            | met Markus Nikolai                                      |
| Can you dig it? (Fatboy Slim & Simon Thornton 2003 remix)     | 2003                  | -                     |                 |              | met The Mock Turtles / Nr. 96 in de Single Top 100      |
| Eat sleep rave repeat (Calvin Harris remix)                   | 2013                  | 21-12-2013            | 8               | 12           | met Riva Starr & Beardyman / Nr. 2 in de Single Top 100 |

| Single met hitnotering(en) in de Vlaamse Ultratop 50 | Datum van verschijnen | Datum van binnenkomst | Hoogste positie | Aantal weken | Opmerkingen                                   |
| ---------------------------------------------------- | --------------------- | --------------------- | --------------- | ------------ | --------------------------------------------- |
| Sunset (Bird of prey)                                | 2000                  | 21-10-2000            | tip8            | -            |                                               |
| Demons                                               | 2001                  | 20-01-2001            | tip17           | -            | met Macy Gray                                 |
| Star 69                                              | 2001                  | 05-05-2001            | tip14           | -            |                                               |
| Toe jam                                              | 2008                  | 13-09-2008            | tip8            | -            | als The BPA / met David Byrne & Dizzee Rascal |

### NPO Radio 2 Top 2000
| Nummer met noteringen in de NPO Radio 2 Top 2000 | '14  | '15  | '16  | '17  | '18  | '19  | '20  | '21  | '22  | '23 | '24  |
| ------------------------------------------------ | ---- | ---- | ---- | ---- | ---- | ---- | ---- | ---- | ---- | --- | ---- |
| Praise You                                       | 1695 | 1646 | 1397 | 1465 | 1730 | 1874 | 1817 | 1879 | 1790 | -   | 1941 |

1. ↑  Een '-' betekent dat het nummer niet was genoteerd en een vetgedrukt getal geeft de hoogste notering aan.
2. ↑  2014 was het eerste jaar met een notering voor dit nummer.